# Ceai negru
Frunzele sunt lăsate să se oxideze complet, procesul durând între 2 săptămânâni și o lună, după ce au fost parcurse etapele de veștejire și rulare. Apoi, intervine procesul de stopare a oxidării, de eliminare a umezelii și sortarea frunzelor în funcție de gradul de fărâmițare.

## Istoric
Ceaiul a fost pentru prima oară consumat ca băutură în sud-vestul Chinei cu aproximativ 4000-5000 de ani în urmă. 
În prezent,este una dintre cele mai populare băuturi din lume, consumată de 2/3 din populația globului. Comparativ cu restul țărilor de pe glob, americanii par să consume cel mai puțin ceai ca și băutură caldă, având în schimb o preferință pentru ceaiul cu gheață, preparat acasă sau îmbuteliat și vândut în magazine. 
In anul 2015 se estima faptul că se consumă zilnic aproximativ 20 de milioane de cești de ceai, cel mai popular fiind cel negru si apoi cel verde. 

## Modalitatea de producere
Ceaiul negru provine din planta de ceai numită Camellia sinensis. Este aceeași plantă care este folosită la producerea ceaiului verde și alb. Deosebirea constă în modalitatea de prelucrare. 
Pentru a prepara ceai negru, frunzele sunt culese și lăsate să se oxideze prin expunerea la aer. Pe urmă frunzele sunt încălzite, uscate și mărunțite. Prin procesul de oxidare, frunzele capătă o culoare maronie, iar aroma lor se intensifică.
În contrast cu ceaiul negru este ceaiul oolong, care este lăsat doar puțin timp la aer rezultând un ceai semi-fermentat. Iar în cazul ceaiului verde este evitată complet expunerea la aer, fiind trecut imediat prin aburi oxidarea nemaiavând loc.

## Conținutul de cofeină
După cantitatea de cofeină pe care o conține, ceaiul negru se situează între cel verde și cafea.
-o ceașcă de ceai verde: 25 mg cofeină
-o ceașcă de ceai negru: 42 mg cofeină
-o ceașcă de cafea (aceeași cantitate): 163 mg cofeină
-un espresso: 77 mg cofeină

## Beneficii pentru sănătate

##### Diabetul zaharat
Ceaiul negru ajută la controlarea nivelului de zahăr din sânge și la menținerea glicemiei în limite normale.
Se pare că printre persoanele care consumă regulat ceai negru, adică aproximativ 2-3 cești pe zi se înregistrează o predominanță scăzută a diabetului zaharat. 

##### Bogat în antioxidanți
Deși ceaiul verde se consideră a fi mai bogat în antioxidanți și cel negru conține o cantitate semnificativă. Iar o bună parte dintre efectele ceaiul negru pentru sănătate sunt atribuite compușilor cu efect antioxidant.
Din punct de vedere al aportului de antioxidanți, 2 cești de ceai negru îți aduc aceeași cantitate ca și 5 porții de fructe și legume. 

## Toxicitate
Deși multe studii au arătat că ceaiul conține catechine benefice pentru sănătate, unii oameni au fost îngrijorați cu privire la potențialele metale grele conținute. Aceste urme de metale grele ar putea fi dobândite în urma prezenței fierului din sol, scăzând proprietățile antioxidante și acumulându-se în timp în organism prin consumul regulat de ceai.

În urma mai multor studii, s-a constatat că, deși ceaiul negru este o sursă de fier, nu provoacă toxicitate și este sigur pentru consumul uman.
1. ↑  „Tea and human health”.
2. ↑  „Relationships between black tea consumption and key health indicators in the world: an ecological study”.
3. ↑  „Acute and sub-chronic oral toxicity study of black tea in rodents”.
4. ↑  „Tea and Health: Studies in Humans”.
5. ↑  „Beneficiile ceaiului negru”.
6. ↑  „Relationships between black tea consumption and key health indicators in the world: an ecological study”.
7. ↑  „Comparison of the antioxidant content of fruits, vegetables and teas measured as vitamin C equivalents”.
8. ↑  „Acute and sub-chronic oral toxicity study of black tea in rodents”.